# Théorie du réseau de réaction chimique
La théorie du réseau de réaction chimique est le domaine des mathématiques appliquées qui tente de modéliser le comportement des systèmes chimiques du monde réel. Depuis sa fondation dans les années 1960, ce domaine a attiré une communauté de recherche croissante, principalement en raison de ses applications en biochimie et en chimie théorique. Il a également suscité l'intérêt des mathématiciens purs en raison des problèmes intéressants qui découlent des structures mathématiques impliquées. 

## Histoire
Les propriétés dynamiques des réseaux de réactions chimiques ont été étudiées en chimie et physique après l'invention de la loi d'action de masse. Les étapes essentielles de cette étude étaient l'introduction d'un équilibre détaillé pour les réactions chimiques complexes par Rudolf Wegscheider (1901), développement de la théorie quantitative des réactions chimiques en chaîne par Nikolaï Semionov (1934), développement de la cinétique des réactions catalytiques de Cyril Norman Hinshelwood, et bien d'autres résultats. 
Trois ères de la dynamique chimique peuvent être révélées dans le flux de la recherche et des publications. Ces époques peuvent être associées à des leaders: la première est l'ère van 't Hoff, la seconde peut être appelée l'ère Semionov - Hinshelwood et la troisième est définitivement l'ère Aris. Les époques peuvent être distinguées en fonction des principaux objectifs des leaders scientifiques : 
- Van't Hoff cherchait la loi générale de la réaction chimique liée à des propriétés chimiques spécifiques. Le terme dynamique chimique appartient à van't Hoff.
- Le foyer Semenov-Hinshelwood était une explication des phénomènes critiques observés dans de nombreux systèmes chimiques, en particulier dans les flammes. Un concept de réactions en chaîne élaboré par ces chercheurs a influencé de nombreuses sciences, en particulier la physique et l'ingénierie nucléaires.
- L'activité d'Aris était concentrée sur la systématisation détaillée des idées et approches mathématiques.

La discipline mathématique théorie du réseau de réaction chimique a été créée par Rutherford Aris, un expert célèbre en génie chimique, avec le soutien de Clifford Truesdell, fondateur et rédacteur en chef de la revue Archive for Rational Mechanics and Analysis. L'article de R. Aris dans cette revue   a été communiqué à la revue par C. Truesdell. Cela a ouvert la série d'articles d'autres auteurs (qui avaient déjà été communiqués par R. Aris). Les articles bien connus de cette série sont les travaux de Frederick J. Krambeck, Roy Jackson, Friedrich Josef Maria Horn, Martin Feinberg  et d'autres, publiés dans les années 1970. Dans son deuxième article sur les « prolégomènes »  R. Aris a mentionné le travail de N.Z. Shapiro, L.S. Shapley (1965), où une partie importante de son programme scientifique a été réalisée. 
Depuis, la théorie du réseau de réaction chimique a été développée par un grand nombre de chercheurs à l'échelle internationale,,,,,,,,.